# Pelourinho de Alhos Vedros
O Pelourinho de Alhos Vedros situa-se em Alhos Vedros, município da Moita, distrito de Setúbal.
Constituia o símbolo da autonomia municipal da vila de Alhos Vedros e das terras vizinhas incluidas no seu termo, sendo um testemunho material da política reformista empreendida por D. Manuel I. 
Trata-se de um monumento manuelino, do século XVI, tendo fuste liso assente numa base encordoada e encimado por capitel tronco-piramidal rematado por uma esfera armilar em ferro. 
Este pelourinho encontra-se classificado como Imóvel de Interesse Público desde 1933.